# Hangry & Angry
HANGRY & ANGRY (ハングリーアングリー, Hangurianguri) é uma dupla japonesa de J-pop e J-rock criada em 2008 que consiste das cantoras Hitomi Yoshizawa e Rika Ishikawa.

## Discografia

### Álbuns
| #   | Título          | Lançado                | Tipo de álbum    |
| --- | --------------- | ---------------------- | ---------------- |
| 0.5 | Kill Me Kiss Me | 19 de novembro de 2009 | Mini álbum       |
| 1   | Sadistic Dance  | 18 de novembro de 2009 | álbum de estúdio |

### Singles
| # | Título            | Lançado               |
| - | ----------------- | --------------------- |
| 1 | "Kill Me Kiss Me" | 10 de outubro de 2008 |
| 2 | "Sadistic Dance"  | 11 de abril de 2009   |